# Meidrim
Meidrim est un village et une communauté du Carmarthenshire, au pays de Galles.

## Géographie
Le village de Meidrim est situé dans l'ouest du Carmarthenshire. Il est traversé par la Dewi Fawr, un affluent de l'Afon Cynin, elle-même affluent de la Tâf. La ville la plus proche est St Clears / Sanclêr, à 5 km au sud. Carmarthen / Caerfyrddin, le chef-lieu du comté, est à une douzaine de kilomètres à l'est.

## Démographie
Au recensement de 2011, la communauté de Meidrim comptait 582 habitants.